# Zahrebelna Sloboda, Snovsk
Zahrebelna Sloboda (în ucraineană Загребельна Слобода) este un sat în comuna Novi Borovîci din raionul Snovsk, regiunea Cernihiv, Ucraina.

## Demografie
Componența lingvistică a localității Zahrebelna Sloboda
     Ucraineană (100%)
Conform recensământului din 2001, toată populația localității Zahrebelna Sloboda era vorbitoare de ucraineană (100%).